# Signoria di Vergy
La Signoria di Vergy è una delle più antiche famiglie nobili francesi, legata alla dinastia dei Merovingi.

## Storia
Appare già nel VII secolo con Guerino di Poitou, conte Franco-borgognone di Poitiers e conte di Parigi e successivamente Saint Warinus, martire dei franchi. Figlio di Bodilon (conte di Parigi) e di San Sigrada di Sainte-Marie di Soissons (fratello di San Leodegario). Era il padre di San Leudwinus. Nel 677, Guerino venne lapidato a morte nei pressi di Arras a causa di suo fratello Leodegario che si scontrò con Ebroino, maggiordomo di palazzo di Neustria. Altre fonti ci riferiscono che; Guerino fu primo signore del casato di Vergy. Lapidato ai piedi dello sperone roccioso di Vergy, poco dopo il martirio di suo fratello Leodegario vescovo di Autun.
Altri storici ci riferiscono, che la casata dei Vergy sorse nel IX secolo con Adalardo o Guerino I d'Alvernia.
L'origine della prima dinastia dei Vergy è piuttosto confusa, Adalardo, era probabilmente il figlio di Ildebrando I duca di Provenza dal 737 al 739 che era figlio di Pipino di Herstal, fratellastro di Carlo Martello. Ildebrando I è stato fedele alleato di suo fratello Carlo Martello, ha partecipato come leader nella lotta contro gli arabi in Provenza, dal 737 al 738,  e con il nipote Pipino nella conquista della Borgogna, che ne affidò il governo a lui, che fu nominato duca. Ildebrando fu l'autore della seconda parte delle cronache (dal 736 al 751), conosciute sotto il nome in codice " continuatori Fredegar Fredegario". I suoi figli di nome Nibelungo e Adalardo, continuarono l'opera del padre come cronisti continuatori di Fredegario.
Guerino I d'Alvernia si suppone che fosse figlio o nipote di Adalardo († 763) parente di Carlo Martello, conte di Chalon nell'ambito del ducato di Borgogna, il quale fu ucciso difendendo Chalon contro Waifer, duca di Aquitanis.Guerino sposò Albane nel 778, e divenne conte di Chalon "de son estoc", ovvero per eredità, e nell'818 conte di Alvernia per concessione di Ludovico il Pio: si suppone che la moglie, Albane, fosse figlia di Ithier, conte di Alvernia. Nell'825 o 826, ricevette dal vescovo di Mâcon, Hildebaudo o Hildeboldo, la proprietà del villaggio di Cluny.
Guerino di Provenza era una figura molto importante in Borgogna, nobile carolingio, definito duca secondo il Chronicon S. Maxentii nell'841, suo padre era Isanbard, conte di Turgovia nipote di Guerino di Turgovia (parente con Warin o Gueríno I d'Alvernia 760-819). Guerino, definito duca (secondo il Chronicon S. Maxentii, nell'841, Guerino, al comando dei provenzali, si schierò con Carlo il Calvo contro l'imperatore Lotario I) secondo lo storico Paul-Albert Février, succedette a Leibulfo in Provenza; fu anche conte d'Alvernia. Nell'835, Guerino è citato in un documento di donazione, la Diplomata, n° CCI, dell'imperatore Ludovico il Pio. Nell'841, Guerino si schierò dalla parte di Carlo il Calvo e Ludovico il Germanico contro l'imperatore Lotario I ed il nuovo re d'Aquitania, Pipino II di Aquitania (823-864), e secondo il Chronicon S. Maxentii, Guerino al comando dei provenzali e dei tolosani, cacciò Lotario I dall'Aquitania. Guerino, definito illustre conte viene citato in altri due documenti delle Caroli Calvi Diplomata, rispettivamente la n° LXXI, dell'847 e la LXXXVI, dell'849, di donazioni del re dei Franchi occidentali, Carlo il Calvo.
Isembardo di Barcellona fu il figlio primogenito del conte d'Alvernia, conte di Provenza e futuro conte di Autun, Guerino di Provenza (Guerino secondo la Vita Hludowici Imperatoris, affiancò il conte di Tolosa, Berengario I a combattere il duca di Guascogna, Lupo III, nella sua ribellione al re d'Aquitania, Pipino I e poi, nell'841, fu partecipe della vittoria riportata da Carlo il Calvo e Ludovico il Germanico sull'imperatore Lotario I. Nell'estate dell'849, Alerano era al fianco del re dei Franchi occidentali, Carlo il Calvo, quando attaccò l'Aquitania e si diresse contro Tolosa, mettendola sotto assedio; Fredelone aprì le porte di Tolosa e venne immediatamente confermato conte di Tolosa, in sostituzione di Guglielmo di Settimania. Il re d'Aquitania, Pipino II fuggì in Guascogna e Carlo si diresse verso Narbona, dove convocata un'assemblea, concesse (o rinnovò) ad Alerano i titoli di conte di Barcellona e duca di Settimania; Alerano si diresse immediatamente a Barcellona per combattere Guglielmo di Settimania, mentre per affiancarlo, nel governo della città, fu chiamato Isembardo. Dopo la sua morte Aleramo viene citato, assieme al suo successore, nella contea di Troyes, Eudes I, dal re dei Franchi occidentali, Carlo il Calvo ancora in un documento dell'854, del Cartolaire de l'abbaye de Montiéramy, e nella Diplomata Caroli Calvi, n° CLXXXVII dell'864.